# 芳文社
芳文社（日语：／ Hōbunsha）是一家位总公司位于东京文京區水道桥站与东京巨蛋城之间的日本出版社，以日本首家發行週刊漫畫雜誌和四格漫畫雜誌的出版社馳名，專門出版漫畫作品。企業口號標語是“漫畫的殿堂”。

## 歷史
1946年，孝壽芳春創辦芳文社的前身──尚文館。1947年，尚文館少年漫畫雜誌《野球少年》創刊，《野球少年》與光文社《少年》及秋田書店《冒險王》並列為當時日本少年漫畫雜誌的代表。1950年7月10日，尚文館改組為股份有限公司，同時更名為芳文社。1956年11月，芳文社青年漫畫週刊《週刊漫畫TIMES》創刊，是日本第一本青年漫畫週刊。1981年5月，芳文社四格漫畫月刊《Manga Time》創刊，是日本第一本四格漫畫月刊。2002年5月，芳文社萌系四格漫畫月刊《Manga Time Kirara》創刊。

## 發行雜誌
除了《週刊漫畫TIMES》和《Comic Yell!》外，均為月刊
- 劇畫
  - 週刊漫画TIMES（1956年11月創刊，逢星期五發售）
- 花音（日语：花音 (漫画雑誌)）（1994年9月創刊，每月14日發售）
- 一般四格漫画
  - Manga Home（1987年11月創刊，每月2日發售）
  - Manga Time（日语：まんがタイム）（1981年5月創刊，每月7日發售）
  - Manga Time Original（日语：まんがタイムオリジナル）（1982年創刊，每月27日發售）

- 萌系四格漫画
  - Manga Time Kirara（2002年5月創刊，每月9日發售）
  - Manga Time Kirara MAX（2004年5月創刊，每月19日發售）
  - Manga Time Kirara Carat（2003年1月創刊，每月28日發售）
- 萌系故事漫画
  - Manga Time Kirara Forward（2006年3月創刊，每月24日發售）
- 停刊
  - Comic Yell!（日语：コミックエール!）（2007年11月創刊，第3期後改為雙月刊，2009年5月9日停刊）
  - Manga Time Lovely（日语：まんがタイムラブリー）（1993年創刊，每月13日發售，2011年停刊）
  - （每月11日發售，2015年停刊）
  - Manga Time Kirara Miracle!（2011年3月創刊，每月16日發售，2017年10月16日[註 1]停刊[3]）
  - Manga Time Jumbo（日语：まんがタイムジャンボ）（1995年4月創刊，每月4日→毎月12日發售，2018年3月12日[註 2]停刊）
  - Manga Time Family（日语：まんがタイムファミリー）（1984年8月創刊，每月17日發售，2018年3月17日[註 3]停刊）
  - （每月26日發售，2018年6月26日[註 4]停刊）
  - Manga Time Special（1991年創刊，每月22日發售，2019年10月22日[註 5]停刊）

## 書籍
- MYPAL BOOKS（停刊）

### 漫畫
- 芳文社コミックス
- Manga Time Comics
- まんがタイムKRコミックス
- 花音コミックス
- 芳文社コミックス/ＦＵＺコミックス
- LOVINGコミックス（停刊）

另外，在讀賣新聞連載的『人小鬼大』（植田正志），其單行本由蒼鷹社繼續出版（Manga Time Comics 標籤）。

### 漫畫選集
- いただきます幸せごはん

#### 過去發行的選集
- 蕾
- Comic Gear
- Manga Time Kirara Carino
- HAKOBUNE[4]→ラバコ[5] ※掲載作品はコミックトレイルに移籍。

## WEB漫畫・漫畫軟體
- COMIC FUZ （页面存档备份，存于）[6]
- コミックトレイル （页面存档备份，存于）[7]
- 週漫電子 （页面存档备份，存于）
- きららベース （页面存档备份，存于）
- まんがタイム彩 （页面存档备份，存于）
- まんがタイム彩pixiv （页面存档备份，存于）

## 影像作品
從向陽素描開始，芳文社開始出資進入動畫製作委員會。

### Manga Time Kirara
- 向陽素描
- 造夢同人誌
- GA 藝術科美術設計班
- 食夢者瑪莉
- A頻道
- 愛殺寶貝
- 一起一起這裡那裡
- YUYU式
- 黃金拼圖
- 櫻Trick
- 請問您今天要來點兔子嗎？
- 花舞少女
- 幸腹塗鴉
- 學園孤島
- 城下町的蒲公英
- Anne Happy♪
- 三者三葉
- NEW GAME!
- 斯黛拉的魔法
- 烏菈菈迷路帖
- 調教咖啡廳
- 搖曳露營△
- Slow Start
- 漫畫女孩
- 遙的接球
- Anima Yell!
- 街角魔族
- 戀愛中的小行星
- 球詠
- 滿溢的水果塔
- Slow Loop
- 孤独摇滚！
- RPG不动产
- 星灵感应
- 一叠间漫画咖啡屋生活！

### 其他
- 魔法少女小圓※負責漫畫化
  - 魔法紀錄 魔法少女小圓外傳※負責漫畫化
- 戀愛研究所
- ALDNOAH.ZERO※負責漫畫化
- 靈感少女
- 若葉女孩
- 小森同學拒絕不了！
- 房東妹子思春期！
- 櫻花任務※負責漫畫化

## 非出資的影像化作品
- 蟑螂刑警（日语：ゴキブリ刑事）
- 单身公寓（日语：独身アパートどくだみ荘）
- 藏之宿（日语：蔵の宿）
- 女帝 SUPER QUEEN
- 寄存柜的故事（日语：コインロッカー物語）
- 加奈日記
- 實乃里Scramble!
- 信長的主廚
- 學園孤島（真人電影版）
- 深夜的吧台公主（日语：まどろみバーメイド）
- 瑶香的备前烧（日语：ハルカの陶）
- 搖曳露營△（真人电视剧版）
- Life 线上的我们
- 独酌亦可！（日语：ひとりで飲めるもん!）
- 犒赏饭（日语：ごほうびごはん）
- 妻子变成小学生。
- 星靈感應（真人电视剧版）

## 備註
註釋
1. ↑  2017年12月號。
2. ↑  2018年4月號（266號）。
3. ↑  2018年5月號（412號）。
4. ↑  2018年8月號。
5. ↑  2019年12月號。

參考資料
1. ↑  . 芳文社.   [2018-04-10]. （原始内容存档于2021-04-28） （日语）.
2. 1 2 3  . Mynavi. 2018-03-01  [2018-04-08]. （原始内容存档于2018-03-04） （日语）.
3. ↑  . 芳文社.   [2018-03-05]. （原始内容存档于2020-03-21） （日语）.
4. ↑  . コミックナタリー.   [2019-03-31]. （原始内容存档于2022-03-13）.
5. ↑  . コミックナタリー.   [2019-03-31]. （原始内容存档于2022-03-13） （日语）.
6. ↑  . PR TIMES.   [2019-03-31]. （原始内容存档于2022-03-31） （日语）.
7. ↑  . @Press.   [2019-03-31]. （原始内容存档于2022-03-07） （日语）.

## 外部連結
- 官方网站（日語）

35°42′10″N 139°45′06″E / 35.702647°N 139.751611°E